# Dècada del 970

## Esdeveniments
- Utilització dels focs d'artifici (a la Xina)
- Nova consagració del Monestir de Santa Maria de Ripoll

## Personatges destacats
- Almansor
- Basili II
- Benet VI i Benet VII
- Papa Joan XIII
- Otó II, emperador romanogermànic